# Koncerthuset (Copenhague)

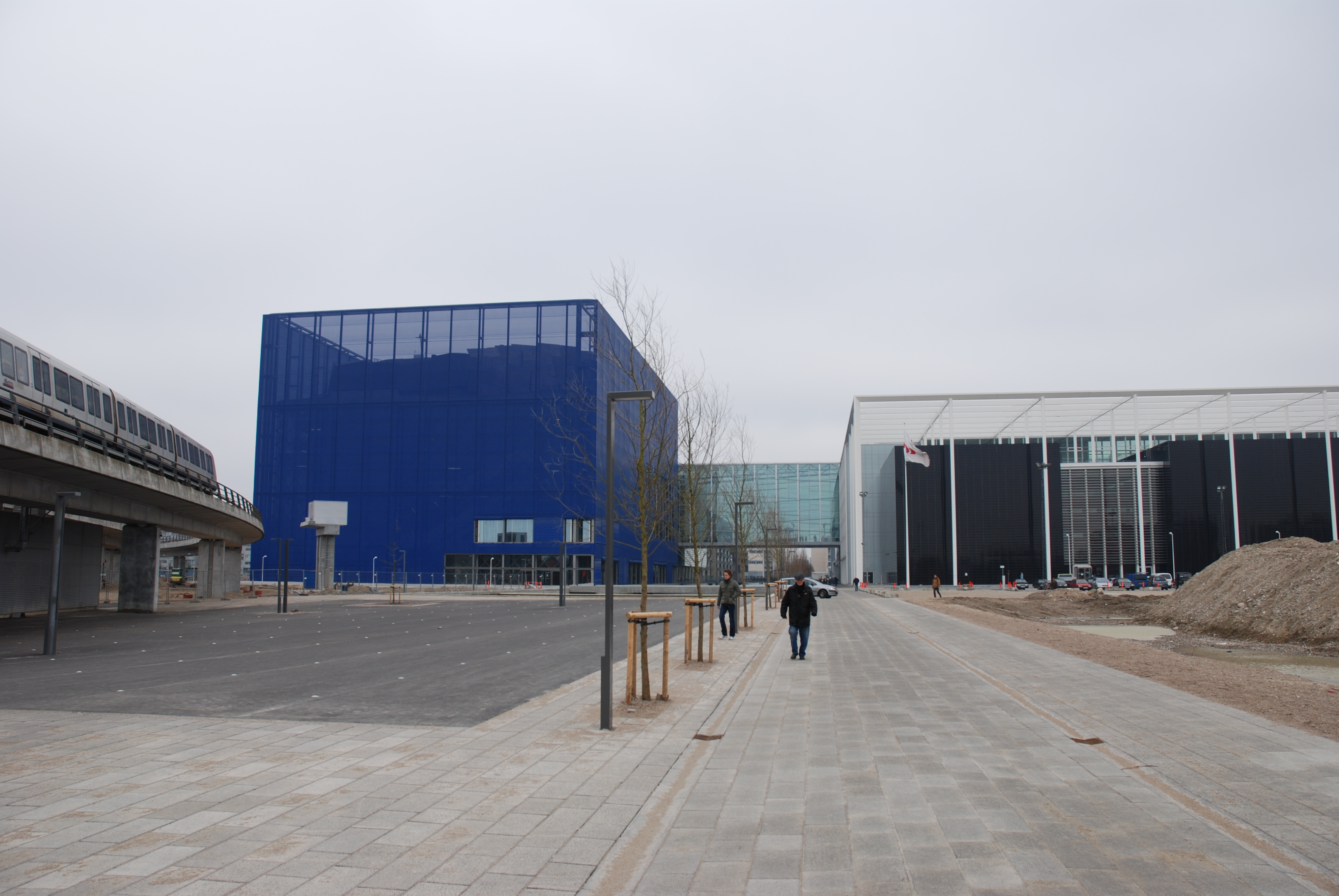
Koncerthuset (Copenhague)

Koncerthuset es un auditorio de conciertos de Copenhague, Dinamarca. Diseñado por el arquitecto Jean Nouvel consta de un complejo de cuatro teatros (la sala mayor para 1800 espectadores y dos más para 600) y fue inaugurado el 17 de enero de 2009.
Es la sede de la Orquesta Sinfónica Nacional Danesa y costó 360 millones de libras esterlinas de acuerdo al diario The Telegraph de Londres. Forma parte del complejo DR Byen. La sala de conciertos tiene un órgano con 91 registros y las tuberías 6000.